# Жебровский, Владимир Лаврентьевич
Влади́мир Лавре́нтьевич Жебро́вский (в монашестве Игна́тий; 28 ноября 1888, Одесса — 1974, Сан-Франциско, Калифорния) — русский эмигрант второй волны, в 1945 году в течение короткого времени состоял в клире Русской Зарубежной Церкви, в 1922—1926 годы — деятель обновленчества, в котором имел сан архиепископа. До 1922 года — священник Русской православной церкви, а в 1945 году — епископ Венский и Австрийский РПЦЗ.

## Биография
Родился 28 ноября 1888 года в Одессе. Отец имел дворянские корни, был православным и работал банковским служащим. Мать была римо-католичкой и итальянской подданной.
В 1914 году окончил историко-филологический факультет Императорского Новороссийского университета и поступил в Петроградскую духовную академию, где 6 декабря 1914 года был пострижен в монашество с именем Игнатий, а 7 декабря того же года рукоположен во иеродиакона.
14 августа 1915 года по состоянию здоровья перевёлся в Московскую духовную академию, где 28 августа 1916 года был рукоположен в сан иеромонаха. В 1917 году оконлчил МДА по сокращённой программе со степенью кандидата богословия.
Вошёл в состав «Общества Поборников Воссоединения Церквей», созданного 11 июня 1917 года в день открытия собора Русской Греко-католической церкви в Петрограде. Членами этого общества могли стать все верующие в «Святую Апостольскую Церковь и признающие источником Божественного Откровения св. Писание и св. Предание, то есть православные, старообрядцы, католики западного и восточного обряда, англикане и пр.». Иеромонах Игнатий был со стороны православных.
В последующие годы был законоучителем в Харькове; заведовал пастырской школой в Кашире и назначен благочинным монастырей Тульской епархии.
В 1922 году уклонился в обновленческий раскол в первые же месяцы его возникновения. В том же году хиротонисан обновленцами в епископа Вышневолоцкого, викария Тверской обновленческой епархии.
15 января 1923 года назначен епископом Клинским, викарием Московской обновленческой епархии. Получив в управление приходы Клинского уезда, Игнатий начал преследование клириков Патриаршей Церкви. 13 марта 1923 года обновленческий Московский епархиальный совет утвердил указ Игнатия о «запрещении в служении и увольнении с прихода» не подчинившегося ему настоятеля церкви в селе Селинском Алексия Воробьёва. В мае 1923 года в обновленчество перешёл Троицкий собор в Клину.
В апреле-мае того же года был участником первого обновленческого «Всероссийского Поместного Священного Собора», на котором подписал постановление Собора о лишении сана и монашества Патриарха Тихона. В мае 1923 года Игнатий самовольно оставил Клинскую кафедру. 30 июля того же года Высшим Церковным Советом уволен с Клинской кафедры.
19 сентября 1923 года назначен епископом Кашинским, викарием Тверской обновленческой епархии.
10 октября 1923 года назначен епископом Тверским и Кашинским, председателем Тверского обновленческого епархиального управления.
15 апреля 1924 года возведён обновленцами в сан архиепископа.
В июне 1924 года был участником Всероссийского предсоборного совещания. В октябре 1925 года участвовал во втором Всероссийском обновленческом соборе.
С ноября 1926 года состоял на покое, снял сан и женился, в связи с чем 10 августа 1927 года обновленческим Синодом, согласно заявлению, лишён сана, монашества и возвращён в гражданское состояние.
Католический епископ Пий Невё приводил письмо бывшего епископа Игнатия (Жебровского) к митрополиту Сергию от 10 декабря 1928 года, в котором епископ Игнатий утверждает, что «раскол Православной Церкви отравляет жизнь», что, по его мнению, «более не существует Православной Церкви», а в конце письма неожиданно задает вопрос: «Даёт ли возможность Католическая Церковь служить Христу со спокойной совестью?».
По данным архиепископа Сергия (Ларина), в 1944 году бежал за границу с немецкими войсками.
В том же году принят митрополитом Берлинским Серафим (Ляде) в клир его епархии. По данным Валерия Лавринова, постановлением Архиерейского Синода РПЦЗ был принят в сане епископа и в октябре 1945 года назначен епископом Венским. По словам епископа Леонтия (Филипповича), когда в Вене в 1945 году узнали, что он обновленец, его не признали епископом. Освобождён от управления епархией и исключён из состава РПЦЗ 27 декабря 1945 года.
О дальнейшей судьбе ничего не известно. Согласно Базе данных «Участники Белого движения в России», эмигрировал в США. Скончался в 1974 году в Сан-Франциско. Похоронен на Сербском кладбище близ Сан-Франциско.